# Gmina Drezdenko
Die Gmina Drezdenko ist eine Stadt-und-Land-Gemeinde im Powiat Strzelecko-Drezdenecki der Woiwodschaft Lebus in Polen. Ihr Sitz ist die gleichnamige Stadt (deutsch Driesen) mit etwa 10.100 Einwohnern.

## Geographie
Die Gemeinde liegt im Nordosten der Woiwodschaft in der historischen Neumark auf einem Landkeil zwischen der Alten und der Faulen Netze (polnisch Noteć). Sie grenzt im Osten an die Woiwodschaft Großpolen und hat eine Fläche von fast 400 km². Zwei Drittel des Gemeindegebietes sind Wälder. Die Stadt Gorzów Wielkopolski (Landsberg an der Warthe) liegt 20 Kilometer in westlicher Richtung.

## Geschichte
Die Gemeinde wurde 1976 gegründet. Vorher bestanden neben der Stadtgemeinde, die Landgemeinden Nowe Drezdenko (1946–1954) und Drezdenko (1945–1946, 1973–1976). Das Gemeindegebiet gehörte von 1946 bis 1950 zur Woiwodschaft Posen, dann bis 1975 zur Woiwodschaft Zielona Góra und bis Ende 1998 zur Woiwodschaft Gorzów.

## Partnerschaften
- Winsen (Luhe), Deutschland
- Wörth am Rhein, Deutschland

## Gliederung
Die Stadt-und-Land-Gemeinde umfasst neben der Stadt selbst 27 Dörfer mit Schulzenämtern:
- Bagniewo (Sieb) mit Trzebicz
- Młyn (Trebitschermühle)
- Czartowo (Schartowswalde)
- Drawiny (Dragebruch)
- Goszczanowiec (Guschterholländer)
- Goszczanowo (Guscht) mit Duraczewo
- Goszczanówko (Guschterbruch)
- Gościm (Gottschimm)
- Górzyska (Bergdorf)
- Grotów (Modderwiese) mit Jeleń (Bärenbruch)
- Karwin (Hammer)
- Kijów (Steinwerder)
- Klesno (Salzkossäthen, Mühlendorf, Sehlsgrund)
- Kosin (Neu Dessau)
- Lipno (Liependorf) mit Tuczępy (Aarhorst)
- Lubiatów (Lubiath)
- Lubiewo (Brand)
- Marzenin (Marienthal)
- Modropole (Modderpfuhl)
- Niegosław (Neu Anspach)
- Osów (Neu Ulm)
- Przeborowo (Friedrichsdorf, zuvor auch Neundorf/Niggerdorp) mit Hutniki und Lipowo
- Rąpin (Eschbruch)
- Stare Bielice (Alt Beelitz)
- Trzebicz (Trebitsch)
- Trzebicz Nowy (Trebitscherfeld)
- Zagórze Lubiewskie (Langs Teerofen)
- Zielątkowo (Schulzenwerder)

## Verkehr
Fernzüge halten am Bahnhof Nowe Drezdenko an der Bahnstrecke Kostrzyn–Piła, östlich davon liegt der Haltepunkt Stare Bielice. Dort zweigte früher die Bahnstrecke Stare Bielice–Skwierzyna mit dem Bahnhof Drezdenko ab.